# GJ 3323
GJ 3323 (LHS 1723) es una estrella de tipo M (enana roja) localizada en la constelación de Eridanus a aproximadamente 17,5 años luz (5,36 pársecs) de la Tierra.

## Descubrimiento
LHS 1723 se conoce desde al menos 1979, cuando los catálogos de movimientos propios relativamente elevados LHS y NLTT fueron publicados por Willem Jacob Luyten, y estuvo incluida en esos catálogos.
Se le asignó el nombre provisional LP  656-38, el cual indica que su descubrimiento fue publicado entre 1963 y 1981 en la Universidad de Minnesota, Minneapolis. "LP" significa "Luyten, Palomar".

### Astrometría
En 1982 Wilhelm Gliese calculó la distancia de LHS 1723 en 161 mas mediante el método de paralelaje fotométrico,y en 1991 la incluyó en la 3.ª versión preliminar del catálogo de estrellas cercanas por Gliese y Jahreiss como NN 3323 (también designada como GJ 3323) con una distancia estimada en 163.0 ± 26.0 mas.
Su paralelaje trigonométrico era desconocido hasta 2006, cuando fue publicado por el RECONS, estimado en 187.92 ± 1.26 mas (5.32 ± 0.04 pc).

## Sistema planetario
El 15 de marzo de 2017, dos planetas orbitando GJ 3323 fueron detectados por el telescopio HARPS. El planeta interior, GJ 3323 b, podría orbitar dentro de la zona de habitabilidad de su estrella.
| Planeta   | Masa    | Semieje mayor (UA) | Periodo orbital (días) | Excentricidad | Inclinación | Radio              |
| --------- | ------- | ------------------ | ---------------------- | ------------- | ----------- | ------------------ |
| GJ 3323 b | 2.02 M⊕ | 0.03282            | 5.4                    | 0.23          | - °         | (estimado) 1.23 R⊕ |
| GJ 3323 c | 2.31 M⊕ | 0.1264             | 40.5                   | 0.17          | - °         | (estimado) 1.32 R⊕ |